# Костанца / Костанцо
Костанца / Костанцо — це італійська літературна казка, написана Джованні Франческо Страпаролою у «Приємних ночах Страпароли» (написана між 1550 і 1555 роками).

## Конспект
Король одружився, щоб мати спадкоємців, а його дружина народила трьох дочок. З часом він зрозумів, що його дружина прийшла до віку, коли в неї більше не буде дітей, а його три дочки були готові до шлюбу. Він оженив їх і розділив своє царство між ними, зберігаючи лише землю, щоб підтримати свій двір.
Через кілька років королева народила четверту доньку Костанцу. Костанца була добре вихована і стала милостивою, освіченою та успішною принцесою. Коли вона була досить дорослою для заміжжя, вони запропонували їй вийти заміж за сина маркіза, тому що її приданого не вистачило б на пару, рівну її народження. Костанца відмовилася вийти заміж нижче свого становища, одягнувшись як чоловік, і пішла, назвавшись Костанцо.
Вона вступила на службу до короля, де королева бажала її як коханку, але «Костанцо» відмовив їй. Король давно бажав взяти в полон одного з сатирів, які завдавали великої шкоди його землі; королева запропонувала йому, що такий хороший слуга, як Костанцо, міг би впіймати одного. Король запропонував це Костанцо, який погодився йому догодити. Вона попросила велику посудину, вино та хліб. У лісі вона наповнила посудину вином і хлібом і вилізла на дерево. Сатири відчули запах, з'їли хліб і заснули. Костанца зв'язала одного й вивела. На зворотному шляху сатир прокинувся і почав сміятися: з похорону дитини, з повішення, з натовпу, який вітав її як «Костанцо», і з того, як її представили королю.
Король намагався змусити сатира говорити. Королева сказала, що Костанцо, звичайно, може змусити це говорити. Костанцо намагався підкупити його їжею, потім погрожував голодом і, нарешті, пообіцяв звільнити. Воно їло і розмовляло. У ньому розповідалося, що на похороні очевидний батько був не батьком, а священиком; під час повішення натовп був заповнений чиновниками, які вкрали набагато більше грошей, ніж злодій, якого мали повісити; і що це пояснить решту наступного дня. Наступного дня він пояснив, що вони назвали її не тим іменем, і що король був оманою, вважаючи, що дівчата його дружини були жінками, хоча вони були переодягненими чоловіками. Король наказав спалити свою королеву та її переодягнених коханців і одружився на Костанці.

## Варіанти
Жінка, яка переодягається чоловіком, також зустрічається у «Трьох коронах» Джамбаттіста Базіле. Пізніший французький варіант, Белє-Белє або Заможний лицар від мадам д'Онуа, демонструє більший вплив Страпароли.
Жінка, переодягнена чоловіком, трапляється і в народних казках, як-от «Василиса Попова дочка».